# Nationalratswahl in der Slowakei 1998
- SDK: 42
- SDĽ: 23
- SMK: 15
- SOP: 13
- HZDS: 43
- SNS: 14

Die Parlamentswahl in der Slowakei 1998 zum Nationalrat fand am Freitag und Samstag, dem 25. und 26. September 1998 statt. Insgesamt waren 150 Parlamentssitze zu vergeben. Es war die zweite Nationalratswahl seit der slowakischen Unabhängigkeit 1993.
Die Wahl wurde als ein Wendepunkt in der modernen Geschichte der Slowakei bewertet, da sie die Isolierung des Landes während der vorausgegangenen Phase des sogenannten „Mečiarismus“ beendete und den Beginn der zügigen Westintegration und neoliberaler Reformen markierte.

## Wahlsystem
Der Nationalrat wurde nach dem Verhältniswahlverfahren gewählt. Es gab eine Sperrklausel von 5 % für einzelne Parteien, für eine Koalition von zwei bis drei Parteien 7 % und für vier und mehr Parteien 10 %. Die Legislaturperiode betrug 4 Jahre.

## Teilnehmende Parteien und Kandidaten
Zur Wahl traten 17 politische Parteien und Bewegungen mit insgesamt 2.619 Kandidaten an.

## Wahl
Die Wahlbeteiligung war mit 84,24 % sehr hoch gewesen und stellte einen deutlichen Anstieg im Vergleich zum letzten Wahljahr dar.
Insgesamt waren rund 4 Mio. Wahlberechtigte dazu aufgerufen am 25. und 26. September 1998 ihre Stimme abzugeben.

### Wahlergebnis
Die Bewegung für eine demokratische Slowakei (HZDS) wurde knapper Sieger der Wahl mit 27 % der Stimmen, dennoch musste sie die meisten Verluste hinnehmen. Auf dem zweiten Platz landete die neu gegründete Wählervereinigung Slowakische Demokratische Koalition (SDK); sie erreichte aus dem Stand 26,33 %. Dritt- und Viertstärkste Partei wurden die Partei der demokratischen Linken (SDĽ) mit 14,66 % und die Partei der ungarischen Koalition mit 9,12 %. Einer der bisherigen Koalitionspartner, die Slowakische Nationalpartei (SNS) konnte an Stimmen zulegen und erreichte 9,07 %. Die ebenfalls neu gegründete Partei des bürgerlichen Verständnis (SOP) erhielt 8,01 % der Stimmen und zog mit 13 Abgeordneten in den Nationalrat ein. Der andere Koalitionspartner, die Arbeiterassoziation der Slowakei (ZRS) scheiterte an der 5 %-Hürde und verlor damit alle 13 Mandate.
| Partei                                              | Partei                                                          | Stimmen   | Stimmen | Stimmen | Sitze  | Sitze |
| Partei                                              | Partei                                                          | Anzahl    | %       | +/−     | Anzahl | +/−   |
| --------------------------------------------------- | --------------------------------------------------------------- | --------- | ------- | ------- | ------ | ----- |
|                                                     | Bewegung für eine demokratische Slowakei (HZDS)                 | 907.103   | 27,00   | −7,96   | 43     | −15   |
|                                                     | Slowakische Demokratische Koalition (SDK)(1)                    | 884.497   | 26,33   | Neu     | 42     | Neu   |
|                                                     | Partei der demokratischen Linken (SDĽ)                          | 492.507   | 14,66   | +4,25   | 23     | +5    |
|                                                     | Partei der ungarischen Koalition (SMK-MKP)                      | 306.623   | 9,12    | −1,06   | 15     | −2    |
|                                                     | Slowakische Nationalpartei (SNS)                                | 304.839   | 9,07    | +3,67   | 14     | +5    |
|                                                     | Partei des bürgerlichen Verständnis (SOP)                       | 269.343   | 8,01    | Neu     | 13     | Neu   |
|                                                     | Kommunistische Partei der Slowakei (KSS)                        | 94.015    | 2,79    | −0,04   | —      | —     |
|                                                     | Arbeiterassoziation der Slowakei (ZRS)                          | 43.809    | 1,30    | −6,04   | —      | −13   |
|                                                     | Unsere Slowakei (NSK)                                           | 16.192    | 0,48    | Neu     | —      | Neu   |
|                                                     | Slowakische Volkspartei (SĽS)                                   | 9.227     | 0,27    | Neu     | —      | Neu   |
|                                                     | Ungarische Volksbewegung für Versöhnung und Prosperität (MĽHZP) | 6.587     | 0,19    | Neu     | —      | Neu   |
|                                                     | Unabhängige Initiative der Slowakischen Republik (NEI)          | 6.232     | 0,18    | Neu     | —      | Neu   |
|                                                     | Slowakische Nationaleinheit (SNJ)                               | 4.688     | 0,13    | Neu     | —      | Neu   |
|                                                     | Das B - Revolutionäre Arbeiterpartei (B-RRS)                    | 4.391     | 0,13    | Neu     | —      | Neu   |
|                                                     | Vereinigte Partei der Arbeiter der Slowakei (JSP)               | 3.574     | 0,10    | Neu     | —      | Neu   |
|                                                     | Nationale Alternative der Slowakei (NaAS)                       | 3.034     | 0,09    | Neu     | —      | Neu   |
|                                                     | Bewegung des dritten Wegs (HTC)                                 | 2.515     | 0,07    | Neu     | —      | Neu   |
| Gesamt                                              | Gesamt                                                          | 3.359.176 | 100,00  |         | 150    |       |
| Gültige Stimmen                                     | Gültige Stimmen                                                 | 3.359.176 | 99,22   | +0,86   |        |       |
| Ungültige Stimmen                                   | Ungültige Stimmen                                               | 30.170    | 0,78    | −0,86   |        |       |
| Wahlbeteiligung                                     | Wahlbeteiligung                                                 | 3.389.346 | 84,24   | +8,59   |        |       |
| Nichtwähler                                         | Nichtwähler                                                     | 633.845   | 15,76   | −8,59   |        |       |
| Wahlberechtigte                                     | Wahlberechtigte                                                 | 4.023.191 |         |         |        |       |
| Quelle: Statistisches Amt der Slowakischen Republik |                                                                 |           |         |         |        |       |

(1) Wählervereinigung aus DÚ, KDH, DS, SDSS und SZS

## Folgen
Da alle anderen Parteien außer die SNS eine Zusammenarbeit mit der HZDS ausschlossen, musste diese in die Opposition gehen. Die endgültige Koalition aus SDK, SMK, SDĽ und SOP (Regierung Dzurinda I, sogenannte „Regierung der Wende“) unter Führung von Mikuláš Dzurinda, begann am 30. Oktober 1998 zu regieren. Sie hatte mit 93 von 150 Sitzen eine Zweidrittelmehrheit inne. Dies ermöglichte Änderungen in der Verfassung: So wird seit 1999 der Präsident nicht mehr vom Nationalrat, sondern direkt vom Volk gewählt.
Auch in anderen Bereichen wurde das Land saniert: Die neue Regierung verstärkte ihren Schwerpunkt an westliche Staaten und die EU; auch die innenpolitische Situation stabilisierte sich. Anderseits musste die neue Regierung unpopuläre Maßnahmen durchführen, um das wachsende Defizit zu halten.